# Plaza Eduardo Grove
La plaza Eduardo Grove, también conocida como plaza Parroquia, es una plaza ubicada entre las calles Álvarez y Errázuriz, al costado de la Parroquia Nuestra Señora de Dolores, en el centro de la ciudad de Viña del Mar, Chile. Recibe el nombre de Eduardo Grove en memoria del doctor que fue tres veces alcalde de la ciudad.
La plaza aparece en el primer plano de Viña del Mar, confeccionado por José Francisco Vergara, como parte de la calle de la Libertad, en 1874. Años después se instaló una garita de tranvías que funcionaba como terminal para los tranvías que hacían la ruta entre Viña y Valparaíso, y que después funcionó como central de informaciones turísticas.
En 1999 se instaló en la plaza un monumento a San Alberto Hurtado, que fue concebido por la artista Francisca Cerda.